# 泰伊芭·哈尼夫-帕克
泰伊芭·哈尼夫-帕克（1979年3月23日—），是美國的排球運動員，曾兩次代表美國參與奧運，在2008年北京奧運會得到一面銀牌。個人獎項方面，於2007年泛美運動會中被選為最佳發球員。